# Michajłow (Rosja)
Michajłow – miasto w Rosji, w obwodzie riazańskim. W 2010 roku liczyło 11 784 mieszkańców.